# 紈妲娜·希瓦
纨妲娜·希瓦（天城文：वन्दना शिवा；Vandana Shiva；1952年11月5日—），生於印度北阿坎德邦德拉敦，是一位物理学家、环保主义者及作家。希瓦现居德里，她曾在领导性的科学与技术学术杂志上发表了300多篇文章。
二十世纪七十年代，希瓦参与了非暴力的抱樹運動。这一运动的主要参与者是女性，她们用自己的身体来保护树木并阻止砍伐树木。希瓦也是全球化国际论坛的领导者之一，其他领导者包括杰瑞·曼德、Edward Goldsmith、拉爾夫·納德、傑瑞米·里夫金等。希瓦也是反全球化运动的著名战士。她维护过许多传统习俗的智慧，这一点可以从Ranchor Prime所著的《吠陀生態學》（Vedic Ecology）一书中作者对她的访谈中明显地看出来。

## 生平
希瓦出生在台拉登的峡谷地区，父亲是一位森林保育员，母亲是一位热爱自然的农民。她對自然的興趣源自於小時發現她熱愛的森林被全數砍伐並改建成果園的記憶。希瓦在奈尼特的圣玛丽学校及耶稣与玛丽女修道院接受了早期教育。1976年，希瓦在加拿大的貴湖大學取得了物理学碩士学位，並在1978年以論文《量子理论的隐变量与非局域性》於西安大略大学取得哲學博士學位。。此后，希瓦回到印度，在印度科学院与邦加罗尔的印度管理学院进行科学、技术与环境政策的跨学科研究，並於1982年在母親位於德拉敦的牛棚裡，創立科學、科技與環境政策學術研究基金會，其後改名為科學、科技與生態學術研究基金會（Research Foundation for Science, Technology and Ecology/RFSTE），致力於研究永續農耕的技術。與此同時，她投注心力在草根運動，以防止大型水壩的建設計畫及皆伐。
希瓦反對亞洲綠色革命，她認為以較高產的作物來取代原有作物，和殺蟲劑與肥料來增加未開發國家的食物產量的方式不但會增加更多污染、降低原生種子多樣性，更會使農業知識流傳，使農夫們更加仰賴昂貴的化學藥劑。
面對氣候變遷，她的應對方法是農業的「去中心化」。比起大型農業科技公司提倡的單一耕作，希瓦相信種植不同種的當地作物會是面對環境變遷更好的解方。單一耕作會嚴重影響環境。種子經過基因改造會難以在收成時完整保存到下一季，使農夫每年得購買新的種子。
對希瓦而言，種子保存就是保護生物多樣性和印度文化，也是永續發展的一種方式。希瓦創立的「納丹雅基金會」（九種基金會，印地語裡為：印度傳統的九種糧食種子） （页面存档备份，存于）至今已在印度22省設立超過40個種子庫，訓練更多農夫，和建立公平貿易的平台網路。

## 職業生涯

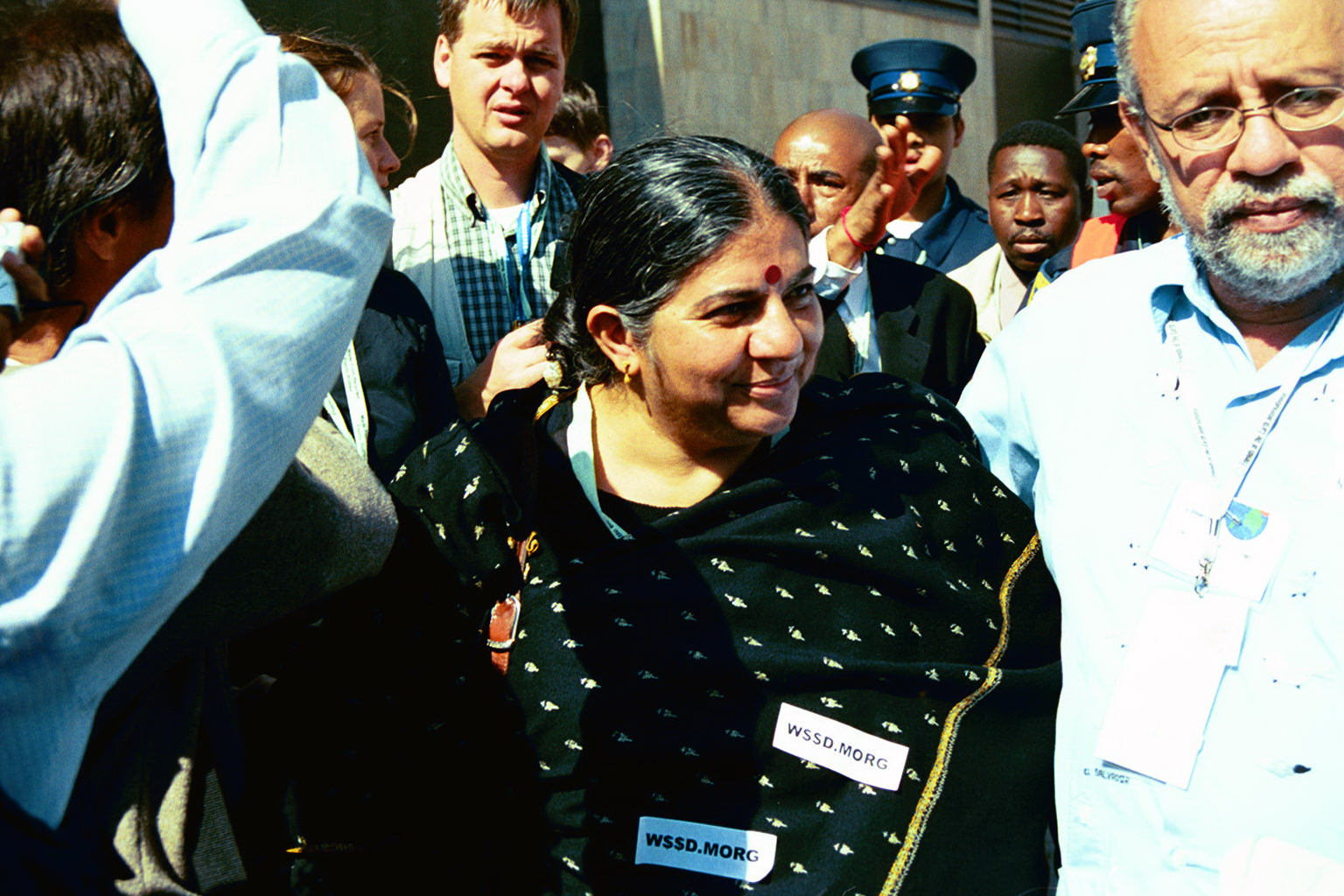
希瓦2002年在約翰尼斯堡。

希瓦一直在努力爭取改變農業與食物的實踐與範例。希瓦以理論思考與維權運動在智慧財產權、生物多樣性、生物技術、生物倫理學及基因工程等領域做出貢獻。
希瓦在《生物剽竊：自然及知識的掠奪》一書中點出大企業對貧窮農夫的剝削。
她協助了非洲，亞洲，拉丁美洲，愛爾蘭，瑞士及澳大利亞的反基因改造草根組織。 1982年，希瓦成立了科學、科技與環境政策學術研究基金會（RFSTE），也就是納丹雅基金會基金會的前身。其著作《生存》幫助讀者更了解對第三世界女性的看法。希瓦曾在印度及其它國家的政府部門擔任顧問，也曾為許多非政府部門的組織，例如全球化問題國際論壇、女性環境與發展組織、第三世界網絡等擔任顧問。
希瓦是女性環境與發展組織（World Congress on Women and Environment）的共同主席，並以婦女的多樣性計畫（Diverse Women for Diversity）及發展對話（Development Dialogue）為人所知。婦女的多樣性計畫（Diverse Women for Diversity）創立於1998年，是納丹雅基金會計畫的國際版。她對世界銀行有著巨大的影響力，同時積極參與世界貿易組織（WTO）在印度有關於智慧財產權及農業的運動。她預見了與貿易有關的智慧財產權協定（TRIPS協議）未來的潛在危險，因此於1999年西雅圖反對這項協定的抗議中擔任公開發言人。希瓦也帶領國際食物權組織（International Campaign on Food Rights），聚焦於普及民眾對於食物權的認知和食品安全上。可以說她生活重心都在保護生物和文化多樣性。在2001年時，她為了教育及推廣的目的，在德拉敦的地球大學（Bija Vidyapeeth）附近設立了學校以及生態農場，提供永續生活和農業的課程。
2007年，希瓦參與了視野交易所工程。

## 榮譽
1993年，希瓦被授予了瑞典「典範生活獎」（亦稱為「另類諾貝爾獎」），因為她將女性與生態安置於現代發展對話的中心。其他獎項包括1993年聯合國環境規劃署（UNEP）頒發的全球500佳環境獎、聯合國因其為保護地球而做出的奉獻及其領導才能與其為人們做出的榜樣而授與的地球日國際獎、荷蘭的金方舟勳章、2009年的藍儂洋子和平獎（Lennon Ono Grant for Peace）、及2010年的雪梨和平獎。希瓦在2003年的《時代雜誌》亞洲週（Asia week）被評為最有影響力的五位溝通者之一。

## 生態女性主義
纨妲娜·希瓦在全球生態女性主義运动中有着重要作用。在“天赋女权”一文中，希瓦揭示出经由恢复印度本有的、女性为主体的农耕系统我们可以建立更有成效的、可持续发展的农业实践。她坚决反对当前强势的“父系排斥逻辑”，并认为以女性为主的系统可以极大地改善当前的系统。
“以女性及土地为中心的农业系统更富有成效。在工业化的农业中，300个单位的输入可以产出100个单位；相比而言，女性参与的生态系统中，5个单位的输入就可以产出100个单位。”
这样，加强女性在农业实践中的参与及结合，可让印度与全球的食物保障因此而受益。

## 著作
- 1981, Social Economic and Ecological Impact of Social Forestry in Kolar, Vandana Shiva, H.C. Sharatchandra, J. Banyopadhyay, Indian Institute of Management Bangalore
- 1988, Staying Alive:  Women, Ecology and Survival in India, Zed Press, New Delhi, ISBN 0-86232-823-3
- 1991, Ecology and the Politics of Survival:  Conflicts Over Natural Resources in India,  Sage Publications, Thousand Oaks, California, ISBN 0-8039-9672-1
- 1992, The Violence of the Green Revolution:  Ecological degradation and political conflict in Punjab,  Zed Press, New Delhi
- 1992, Biodiversity:  Social and Ecological Perspectives (editor); Zed Press, United Kingdom
- 1993, Women, Ecology and Health: Rebuilding Connections (editor), Dag Hammarskjöld Foundation and Kali for Women, New Delhi
- 1993, Monocultures of the Mind:  Biodiversity, Biotechnology and Agriculture, Zed Press, New Delhi
- 1993, Ecofeminism, Maria Mies and Vandana Shiva, Fernwood Publications, Halifax, Nova Scotia, Canada, ISBN 1-895686-28-8
- 1994, Close to Home: Women Reconnect Ecology, Health and Development Worldwide, Earthscan, London, ISBN 0-86571-264-6
- 1995, Biopolitics (with Ingunn Moser), Zed Books, United Kingdom
- 1997, Biopiracy:  the Plunder of Nature and Knowledge, South End Press, Cambridge Massachusetts, I ISBN 1-896357-11-3
- 1999, Stolen Harvest:  The Hijacking of the Global Food Supply, South End Press, Cambridge Massachusetts, ISBN 0-89608-608-9
- 2000, Tomorrow's Biodiversity, Thames and Hudson, London, ISBN 0-500-28239-0
- 2001, Patents, Myths and Reality, Penguin India
- 2002, Water Wars; Privatization, Pollution, and Profit, South End Press, Cambridge Massachusetts
- 2005, Globalization's New Wars:  Seed, Water and Life Forms Women Unlimited, New Delhi, ISBN 81-88965-17-0
- 2005, Breakfast of Biodiversity: the Political Ecology of Rain Forest Destruction, ISBN 0-935028-96-X
- 2005, Earth Democracy;  Justice, Sustainability, and Peace,  South End Press, ISBN 0-89608-745-X
- 2007, Manifestos on the Future of Food and Seed, editor, South End Press ISBN 978-0-89608-777-4

## 引文
1. ↑  .   [March 2, 2007]. （原始内容存档于2010-12-14）.
2. ↑  [http://amicus.collectionscanada.ca/s4-bin/Main/ItemDisplay?
l=0&l_ef_l=-1&id=128534.1506233&v=1&lvl=1&coll=18&rt=1&itm=3151438&rsn=S_WWWzaaa3SWAn&all=1&dt=NW+|shiva|&spi=-&rp=1&vo=1 Theses Canada record][永久]
3. 1 2 3  Vandana Shiva: Empowering Women 的存檔，存档日期2011-06-06. by BBC News